# 1962-1966
1962-1966 (meestal aangeduid als Het rode album) is een compilatiealbum van de Britse popgroep The Beatles.

## Geschiedenis
Het album werd uitgebracht op 19 april 1973 en beslaat de periode 1962-1966. Het bevat naast de grootste hits van The Beatles uit deze periode ook een aantal nummers die niet op single werden uitgebracht, maar alleen op een van hun albums verschenen, zoals You've Got to Hide Your Love Away.
Dit verzamelalbum staat ook wel bekend als The Red Album, omdat de hoes een foto van The Beatles op een rode achtergrond bevat. Deze foto is dezelfde foto als degene die gebruikt werd voor de eerste lp van The Beatles, Please Please Me. Deze foto, waarbij The Beatles poseren in het trappenhuis van het EMI-kantoor aan Manchester Square in Londen, werd op 5 maart 1963 genomen door fotograaf John Dove. Tegelijkertijd met dit album werd ook het verzamelalbum 1967-1970 uitgebracht.
De eerste release op cd verscheen in september 1993. Net als het blauwe album verscheen op 18 oktober 2010 een geremasterde versie van dit album. Dit was door hetzelfde team gedaan dat een jaar eerder de complete catalogus van The Beatles had geremasterd in de Abbey Road Studios.

## Nummers
Alle nummers zijn geschreven door John Lennon en Paul McCartney.
1. "Love Me Do" – 2:23
2. "Please Please Me" – 2:03
3. "From Me to You" – 1:57
4. "She Loves You" – 2:22
5. "I Want to Hold Your Hand" – 2:26
6. "All My Loving" – 2:08
7. "Can't Buy Me Love" – 2:13
8. "A Hard Day's Night" – 2:34
9. "And I Love Her" – 2:31
10. "Eight Days a Week" – 2:45
11. "I Feel Fine" – 2:19
12. "Ticket to Ride" – 3:10
13. "Yesterday" – 2:05
14. "Help!" – 2:19
15. "You've Got to Hide Your Love Away" – 2:11
16. "We Can Work It Out" – 2:16
17. "Day Tripper" – 2:49
18. "Drive My Car" – 2:27
19. "Norwegian Wood (This Bird Has Flown)" – 2:05
20. "Nowhere Man" – 2:44
21. "Michelle" – 2:42
22. "In My Life" – 2:27
23. "Girl" – 2:31
24. "Paperback Writer" – 2:31
25. "Eleanor Rigby" – 2:08
26. "Yellow Submarine" – 2:37

## Hitnoteringen

### NederlandseAlbum Top 100
| Hitnotering: (Week 1 t/m 25) 19-05-1973 t/m 03-11-1973 Hitnotering: (Week 26 t/m 43) 22-05-1976 t/m 18-09-1976 Hitnotering: (Week 44 t/m 66) 02-10-1993 t/m 12-03-1994 Hitnotering: (Week 67 t/m 74) 27-06-1998 t/m 15-08-1998 Hitnotering: (Week 75 t/m 76) 26-06-1999 t/m 03-07-1999 Hitnotering: (Week 77 t/m 78) 23-10-2010 t/m 30-10-2010 Hitnotering: (Week 79 t/m 82) 20-11-2010 t/m 11-12-2010 Hitnotering (Week 83 t/m 84) 25-12-2010 t/m 01-01-2011 Hitnotering (Week 85) 29-01-2011 | Hitnotering: (Week 1 t/m 25) 19-05-1973 t/m 03-11-1973 Hitnotering: (Week 26 t/m 43) 22-05-1976 t/m 18-09-1976 Hitnotering: (Week 44 t/m 66) 02-10-1993 t/m 12-03-1994 Hitnotering: (Week 67 t/m 74) 27-06-1998 t/m 15-08-1998 Hitnotering: (Week 75 t/m 76) 26-06-1999 t/m 03-07-1999 Hitnotering: (Week 77 t/m 78) 23-10-2010 t/m 30-10-2010 Hitnotering: (Week 79 t/m 82) 20-11-2010 t/m 11-12-2010 Hitnotering (Week 83 t/m 84) 25-12-2010 t/m 01-01-2011 Hitnotering (Week 85) 29-01-2011 | Hitnotering: (Week 1 t/m 25) 19-05-1973 t/m 03-11-1973 Hitnotering: (Week 26 t/m 43) 22-05-1976 t/m 18-09-1976 Hitnotering: (Week 44 t/m 66) 02-10-1993 t/m 12-03-1994 Hitnotering: (Week 67 t/m 74) 27-06-1998 t/m 15-08-1998 Hitnotering: (Week 75 t/m 76) 26-06-1999 t/m 03-07-1999 Hitnotering: (Week 77 t/m 78) 23-10-2010 t/m 30-10-2010 Hitnotering: (Week 79 t/m 82) 20-11-2010 t/m 11-12-2010 Hitnotering (Week 83 t/m 84) 25-12-2010 t/m 01-01-2011 Hitnotering (Week 85) 29-01-2011 | Hitnotering: (Week 1 t/m 25) 19-05-1973 t/m 03-11-1973 Hitnotering: (Week 26 t/m 43) 22-05-1976 t/m 18-09-1976 Hitnotering: (Week 44 t/m 66) 02-10-1993 t/m 12-03-1994 Hitnotering: (Week 67 t/m 74) 27-06-1998 t/m 15-08-1998 Hitnotering: (Week 75 t/m 76) 26-06-1999 t/m 03-07-1999 Hitnotering: (Week 77 t/m 78) 23-10-2010 t/m 30-10-2010 Hitnotering: (Week 79 t/m 82) 20-11-2010 t/m 11-12-2010 Hitnotering (Week 83 t/m 84) 25-12-2010 t/m 01-01-2011 Hitnotering (Week 85) 29-01-2011 | Hitnotering: (Week 1 t/m 25) 19-05-1973 t/m 03-11-1973 Hitnotering: (Week 26 t/m 43) 22-05-1976 t/m 18-09-1976 Hitnotering: (Week 44 t/m 66) 02-10-1993 t/m 12-03-1994 Hitnotering: (Week 67 t/m 74) 27-06-1998 t/m 15-08-1998 Hitnotering: (Week 75 t/m 76) 26-06-1999 t/m 03-07-1999 Hitnotering: (Week 77 t/m 78) 23-10-2010 t/m 30-10-2010 Hitnotering: (Week 79 t/m 82) 20-11-2010 t/m 11-12-2010 Hitnotering (Week 83 t/m 84) 25-12-2010 t/m 01-01-2011 Hitnotering (Week 85) 29-01-2011 | Hitnotering: (Week 1 t/m 25) 19-05-1973 t/m 03-11-1973 Hitnotering: (Week 26 t/m 43) 22-05-1976 t/m 18-09-1976 Hitnotering: (Week 44 t/m 66) 02-10-1993 t/m 12-03-1994 Hitnotering: (Week 67 t/m 74) 27-06-1998 t/m 15-08-1998 Hitnotering: (Week 75 t/m 76) 26-06-1999 t/m 03-07-1999 Hitnotering: (Week 77 t/m 78) 23-10-2010 t/m 30-10-2010 Hitnotering: (Week 79 t/m 82) 20-11-2010 t/m 11-12-2010 Hitnotering (Week 83 t/m 84) 25-12-2010 t/m 01-01-2011 Hitnotering (Week 85) 29-01-2011 | Hitnotering: (Week 1 t/m 25) 19-05-1973 t/m 03-11-1973 Hitnotering: (Week 26 t/m 43) 22-05-1976 t/m 18-09-1976 Hitnotering: (Week 44 t/m 66) 02-10-1993 t/m 12-03-1994 Hitnotering: (Week 67 t/m 74) 27-06-1998 t/m 15-08-1998 Hitnotering: (Week 75 t/m 76) 26-06-1999 t/m 03-07-1999 Hitnotering: (Week 77 t/m 78) 23-10-2010 t/m 30-10-2010 Hitnotering: (Week 79 t/m 82) 20-11-2010 t/m 11-12-2010 Hitnotering (Week 83 t/m 84) 25-12-2010 t/m 01-01-2011 Hitnotering (Week 85) 29-01-2011 | Hitnotering: (Week 1 t/m 25) 19-05-1973 t/m 03-11-1973 Hitnotering: (Week 26 t/m 43) 22-05-1976 t/m 18-09-1976 Hitnotering: (Week 44 t/m 66) 02-10-1993 t/m 12-03-1994 Hitnotering: (Week 67 t/m 74) 27-06-1998 t/m 15-08-1998 Hitnotering: (Week 75 t/m 76) 26-06-1999 t/m 03-07-1999 Hitnotering: (Week 77 t/m 78) 23-10-2010 t/m 30-10-2010 Hitnotering: (Week 79 t/m 82) 20-11-2010 t/m 11-12-2010 Hitnotering (Week 83 t/m 84) 25-12-2010 t/m 01-01-2011 Hitnotering (Week 85) 29-01-2011 | Hitnotering: (Week 1 t/m 25) 19-05-1973 t/m 03-11-1973 Hitnotering: (Week 26 t/m 43) 22-05-1976 t/m 18-09-1976 Hitnotering: (Week 44 t/m 66) 02-10-1993 t/m 12-03-1994 Hitnotering: (Week 67 t/m 74) 27-06-1998 t/m 15-08-1998 Hitnotering: (Week 75 t/m 76) 26-06-1999 t/m 03-07-1999 Hitnotering: (Week 77 t/m 78) 23-10-2010 t/m 30-10-2010 Hitnotering: (Week 79 t/m 82) 20-11-2010 t/m 11-12-2010 Hitnotering (Week 83 t/m 84) 25-12-2010 t/m 01-01-2011 Hitnotering (Week 85) 29-01-2011 | Hitnotering: (Week 1 t/m 25) 19-05-1973 t/m 03-11-1973 Hitnotering: (Week 26 t/m 43) 22-05-1976 t/m 18-09-1976 Hitnotering: (Week 44 t/m 66) 02-10-1993 t/m 12-03-1994 Hitnotering: (Week 67 t/m 74) 27-06-1998 t/m 15-08-1998 Hitnotering: (Week 75 t/m 76) 26-06-1999 t/m 03-07-1999 Hitnotering: (Week 77 t/m 78) 23-10-2010 t/m 30-10-2010 Hitnotering: (Week 79 t/m 82) 20-11-2010 t/m 11-12-2010 Hitnotering (Week 83 t/m 84) 25-12-2010 t/m 01-01-2011 Hitnotering (Week 85) 29-01-2011 | Hitnotering: (Week 1 t/m 25) 19-05-1973 t/m 03-11-1973 Hitnotering: (Week 26 t/m 43) 22-05-1976 t/m 18-09-1976 Hitnotering: (Week 44 t/m 66) 02-10-1993 t/m 12-03-1994 Hitnotering: (Week 67 t/m 74) 27-06-1998 t/m 15-08-1998 Hitnotering: (Week 75 t/m 76) 26-06-1999 t/m 03-07-1999 Hitnotering: (Week 77 t/m 78) 23-10-2010 t/m 30-10-2010 Hitnotering: (Week 79 t/m 82) 20-11-2010 t/m 11-12-2010 Hitnotering (Week 83 t/m 84) 25-12-2010 t/m 01-01-2011 Hitnotering (Week 85) 29-01-2011 | Hitnotering: (Week 1 t/m 25) 19-05-1973 t/m 03-11-1973 Hitnotering: (Week 26 t/m 43) 22-05-1976 t/m 18-09-1976 Hitnotering: (Week 44 t/m 66) 02-10-1993 t/m 12-03-1994 Hitnotering: (Week 67 t/m 74) 27-06-1998 t/m 15-08-1998 Hitnotering: (Week 75 t/m 76) 26-06-1999 t/m 03-07-1999 Hitnotering: (Week 77 t/m 78) 23-10-2010 t/m 30-10-2010 Hitnotering: (Week 79 t/m 82) 20-11-2010 t/m 11-12-2010 Hitnotering (Week 83 t/m 84) 25-12-2010 t/m 01-01-2011 Hitnotering (Week 85) 29-01-2011 | Hitnotering: (Week 1 t/m 25) 19-05-1973 t/m 03-11-1973 Hitnotering: (Week 26 t/m 43) 22-05-1976 t/m 18-09-1976 Hitnotering: (Week 44 t/m 66) 02-10-1993 t/m 12-03-1994 Hitnotering: (Week 67 t/m 74) 27-06-1998 t/m 15-08-1998 Hitnotering: (Week 75 t/m 76) 26-06-1999 t/m 03-07-1999 Hitnotering: (Week 77 t/m 78) 23-10-2010 t/m 30-10-2010 Hitnotering: (Week 79 t/m 82) 20-11-2010 t/m 11-12-2010 Hitnotering (Week 83 t/m 84) 25-12-2010 t/m 01-01-2011 Hitnotering (Week 85) 29-01-2011 | Hitnotering: (Week 1 t/m 25) 19-05-1973 t/m 03-11-1973 Hitnotering: (Week 26 t/m 43) 22-05-1976 t/m 18-09-1976 Hitnotering: (Week 44 t/m 66) 02-10-1993 t/m 12-03-1994 Hitnotering: (Week 67 t/m 74) 27-06-1998 t/m 15-08-1998 Hitnotering: (Week 75 t/m 76) 26-06-1999 t/m 03-07-1999 Hitnotering: (Week 77 t/m 78) 23-10-2010 t/m 30-10-2010 Hitnotering: (Week 79 t/m 82) 20-11-2010 t/m 11-12-2010 Hitnotering (Week 83 t/m 84) 25-12-2010 t/m 01-01-2011 Hitnotering (Week 85) 29-01-2011 | Hitnotering: (Week 1 t/m 25) 19-05-1973 t/m 03-11-1973 Hitnotering: (Week 26 t/m 43) 22-05-1976 t/m 18-09-1976 Hitnotering: (Week 44 t/m 66) 02-10-1993 t/m 12-03-1994 Hitnotering: (Week 67 t/m 74) 27-06-1998 t/m 15-08-1998 Hitnotering: (Week 75 t/m 76) 26-06-1999 t/m 03-07-1999 Hitnotering: (Week 77 t/m 78) 23-10-2010 t/m 30-10-2010 Hitnotering: (Week 79 t/m 82) 20-11-2010 t/m 11-12-2010 Hitnotering (Week 83 t/m 84) 25-12-2010 t/m 01-01-2011 Hitnotering (Week 85) 29-01-2011 | Hitnotering: (Week 1 t/m 25) 19-05-1973 t/m 03-11-1973 Hitnotering: (Week 26 t/m 43) 22-05-1976 t/m 18-09-1976 Hitnotering: (Week 44 t/m 66) 02-10-1993 t/m 12-03-1994 Hitnotering: (Week 67 t/m 74) 27-06-1998 t/m 15-08-1998 Hitnotering: (Week 75 t/m 76) 26-06-1999 t/m 03-07-1999 Hitnotering: (Week 77 t/m 78) 23-10-2010 t/m 30-10-2010 Hitnotering: (Week 79 t/m 82) 20-11-2010 t/m 11-12-2010 Hitnotering (Week 83 t/m 84) 25-12-2010 t/m 01-01-2011 Hitnotering (Week 85) 29-01-2011 | Hitnotering: (Week 1 t/m 25) 19-05-1973 t/m 03-11-1973 Hitnotering: (Week 26 t/m 43) 22-05-1976 t/m 18-09-1976 Hitnotering: (Week 44 t/m 66) 02-10-1993 t/m 12-03-1994 Hitnotering: (Week 67 t/m 74) 27-06-1998 t/m 15-08-1998 Hitnotering: (Week 75 t/m 76) 26-06-1999 t/m 03-07-1999 Hitnotering: (Week 77 t/m 78) 23-10-2010 t/m 30-10-2010 Hitnotering: (Week 79 t/m 82) 20-11-2010 t/m 11-12-2010 Hitnotering (Week 83 t/m 84) 25-12-2010 t/m 01-01-2011 Hitnotering (Week 85) 29-01-2011 | Hitnotering: (Week 1 t/m 25) 19-05-1973 t/m 03-11-1973 Hitnotering: (Week 26 t/m 43) 22-05-1976 t/m 18-09-1976 Hitnotering: (Week 44 t/m 66) 02-10-1993 t/m 12-03-1994 Hitnotering: (Week 67 t/m 74) 27-06-1998 t/m 15-08-1998 Hitnotering: (Week 75 t/m 76) 26-06-1999 t/m 03-07-1999 Hitnotering: (Week 77 t/m 78) 23-10-2010 t/m 30-10-2010 Hitnotering: (Week 79 t/m 82) 20-11-2010 t/m 11-12-2010 Hitnotering (Week 83 t/m 84) 25-12-2010 t/m 01-01-2011 Hitnotering (Week 85) 29-01-2011 | Hitnotering: (Week 1 t/m 25) 19-05-1973 t/m 03-11-1973 Hitnotering: (Week 26 t/m 43) 22-05-1976 t/m 18-09-1976 Hitnotering: (Week 44 t/m 66) 02-10-1993 t/m 12-03-1994 Hitnotering: (Week 67 t/m 74) 27-06-1998 t/m 15-08-1998 Hitnotering: (Week 75 t/m 76) 26-06-1999 t/m 03-07-1999 Hitnotering: (Week 77 t/m 78) 23-10-2010 t/m 30-10-2010 Hitnotering: (Week 79 t/m 82) 20-11-2010 t/m 11-12-2010 Hitnotering (Week 83 t/m 84) 25-12-2010 t/m 01-01-2011 Hitnotering (Week 85) 29-01-2011 | Hitnotering: (Week 1 t/m 25) 19-05-1973 t/m 03-11-1973 Hitnotering: (Week 26 t/m 43) 22-05-1976 t/m 18-09-1976 Hitnotering: (Week 44 t/m 66) 02-10-1993 t/m 12-03-1994 Hitnotering: (Week 67 t/m 74) 27-06-1998 t/m 15-08-1998 Hitnotering: (Week 75 t/m 76) 26-06-1999 t/m 03-07-1999 Hitnotering: (Week 77 t/m 78) 23-10-2010 t/m 30-10-2010 Hitnotering: (Week 79 t/m 82) 20-11-2010 t/m 11-12-2010 Hitnotering (Week 83 t/m 84) 25-12-2010 t/m 01-01-2011 Hitnotering (Week 85) 29-01-2011 |
| Week: | 1 | 2 | 3 | 4 | 5 | 6 | 7 | 8 | 9 | 10 | 11 | 12 | 13 | 14 | 15 | 16 | 17 | 18 | 19 |
| --- | --- | --- | --- | --- | --- | --- | --- | --- | --- | --- | --- | --- | --- | --- | --- | --- | --- | --- | --- |
| Positie: | 7 | 3 | 2 | 2 | 2 | 2 | 3 | 2 | 2 | 2 | 3 | 4 | 4 | 3 | 5 | 5 | 7 | 8 | 9 |
| Week: | 20 | 21 | 22 | 23 | 24 | 25 | | 26 | 27 | 28 | 29 | 30 | 31 | 32 | 33 | 34 | 35 | 36 | 37 |
| Positie: | 9 | 13 | 14 | 15 | 12 | 17 | uit | 42 | 27 | 20 | 13 | 9 | 8 | 11 | 12 | 19 | 22 | 22 | 23 |
| Week: | 38 | 39 | 40 | 41 | 42 | 43 | | 44 | 45 | 46 | 47 | 48 | 49 | 50 | 51 | 52 | 53 | 54 | 55 |
| Positie: | 19 | 27 | 28 | 34 | 45 | 50 | uit | 34 | 20 | 9 | 8 | 8 | 9 | 10 | 17 | 27 | 32 | 37 | 40 |
| Week: | 56 | 57 | 58 | 59 | 60 | 61 | 62 | 63 | 64 | 65 | 66 | | 67 | 68 | 69 | 70 | 71 | 72 | 73 |
| Positie: | 46 | 55 | 57 | 59 | 68 | 69 | 77 | 82 | 83 | 85 | 86 | uit | 40 | 22 | 21 | 44 | 60 | 77 | 88 |
| Week: | 74 | | 75 | 76 | | 77 | 78 | | 79 | 80 | 81 | 82 | | 83 | 84 | | 85 | | |
| Positie: | 96 | uit | 88 | 95 | uit | 62 | 82 | uit | 64 | 67 | 71 | 82 | uit | 93 | 91 | uit | 100 | uit | |